# Holoparamecus pacificus
Holoparamecus pacificus is een keversoort uit de familie zwamkevers (Endomychidae). De wetenschappelijke naam van de soort werd in 1863 gepubliceerd door John Lawrence LeConte.